# Valbrenta
Valbrenta est une commune italienne située dans la province de Vicence en Vénétie. Elle est créée le 30 janvier 2019 par la fusion de Campolongo sul Brenta, Cismon del Grappa, San Nazario et Valstagna. Son siège est la localité de Carpanè.

## Géographie
La commune s'étend sur 93,37 km2 à l'extrémité nord-est de la province et comprend la presque totalité de la vallée de la Brenta, qui constitue la pointe sud de la Valsugana. Elle est dominée par le massif du mont Grappa.

## Démographie
La population s'élevait à 5 070 habitants en 2019.

## Histoire
Le 16 décembre 2018, une consultation populaire est organisée dans les communes de Campolongo sul Brenta, Cismon del Grappa, San Nazario et Valstagna, où le « oui » à la fusion l'emporte, ainsi qu'à Solagna, qui voit la victoire du « non ». La nouvelle commune est créée par la loi régionale n°3 du 24 janvier 2019 qui entre en vigueur le 30 janvier.